# Dimitrios Schulze

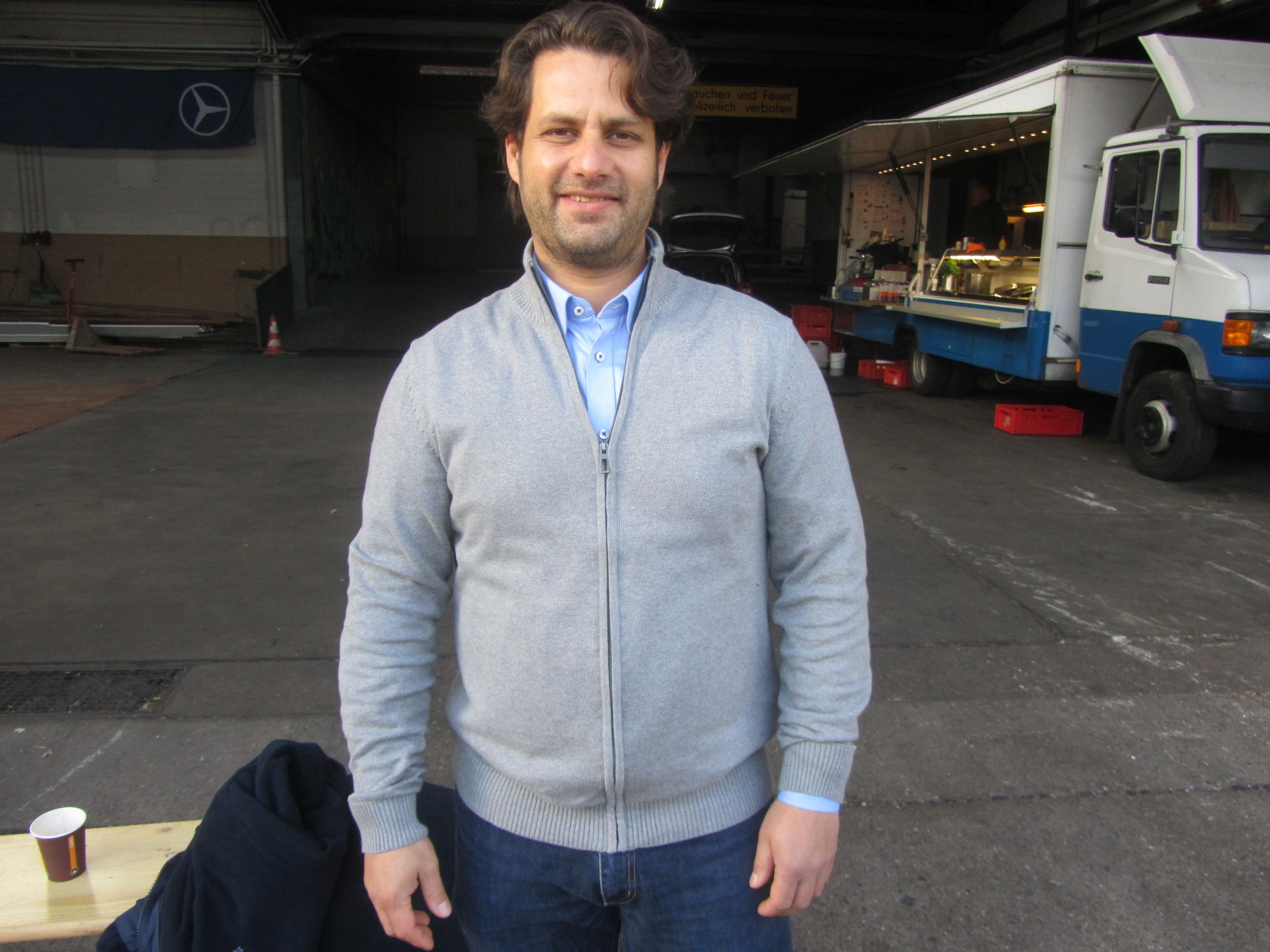
Adam Bousdoukos spielt Anwalt Dimitrios Schulze (Foto von den Dreharbeiten 2015)

Dimitrios Schulze ist ein deutscher Fernsehfilm aus dem Jahr 2016. In der Hauptrolle spielt Adam Bousdoukos einen Anwalt, der sich im Mannheimer Stadtteil Jungbusch für seine Klienten einsetzt.

## Handlung
Dimitrios Schulze ist ein griechischstämmiger Anwalt, der sich in seinem multikulturellen Kiez Jungbusch um seine Klienten kümmert, aber auch bei seiner Mutter im Gemüseladen aushilft und rappend in Videoclips für sich wirbt. Seine Methoden sind mitunter unkonventionell, er hat immer einen kecken Spruch auf den Lippen. Mit dem Ermittler Sultan Cakmak liegt er im Clinch, seitdem er seinem damaligen Freund einst dessen Freundin Laura ausgespannt hat. Jetzt ist Dimitrios mit Freundin Abeo liiert, die in einem Brautmodengeschäft arbeitet.
Zunächst stiehlt die drogenabhängige Marokkanerin Samira in Abeos Laden Schmuck. Dimitrios kümmert sich um Samira und kann sie durch seinen guten Kontakt zu Richterin Dr. Petöfi, sehr zum Unmut von Sultan Cakmak, vor der Untersuchungshaft bewahren. Sie kommt in die Psychiatrie, ihr Freund und Zuhälter Yasser Abacki holt sie wieder zu sich. Kurze Zeit später sucht Bauleiterin Alexa Dimitrios auf, da Samiras Freund Yasser scheinbar tot in ihrem Transporter liegt und sie einen Anwalt braucht. Es stellt sich jedoch heraus, dass Yasser nur verletzt ist. Allerdings wird Alexa immer noch des versuchten Totschlags beschuldigt. Neben diesen zusammenhängenden Fällen kommt erschwerend hinzu, dass Dimitrios’ Exfreundin Laura und Sultan Cakmak ihn beschuldigen, bei seiner Examensprüfung geschummelt zu haben. Laura hatte zu jener Zeit Zugang zu den Musterlösungen und würde aussagen, diese Dimitrios gegeben zu haben. Dimitrios’ Zulassung als Anwalt und sein Ruf im Kiez stehen somit auf dem Spiel. Dimitrios gelingt es trotz allem, mit seinem Spürsinn zur Aufklärung des versuchten Totschlags beizutragen und somit seine Mandantin Alexa zu entlasten. Nicht Alexa hat Yasser verletzt, sondern Samira, die sich gegen ihren sie demütigenden Freund zur Wehr setzte. Zum Schluss kann Dimitrios Laura mit einem geschickten Schachzug dazu bewegen, ihre Aussage zu verweigern.

## Produktion
Dimitrios Schulze wurde von Kurhaus production für die ARD Degeto und den Südwestrundfunk produziert und war als Pilotfolge einer neuen ARD-Serie vorgesehen. Nach schwachen Einschaltquoten bei der Erstausstrahlung gab die ARD diesen Plan auf. Gedreht wurde der Film vom 3. November 2015 bis 4. Dezember 2015 in Mannheim. Seine Premiere hatte der Film am 3. November 2016 bei den Biberacher Filmfestspielen. Am 2. Februar 2017 wurde er im Ersten erstmals im Fernsehen ausgestrahlt.

## Rezeption

### Kritiken
Laut Lexikon des internationalen Films ist der Film ein „[a]ugenzwinkernd erzählter (Fernseh-)Krimi, der im Rahmen üblicher Verwicklungen gesellschaftliche Problemzonen um Immigration und Integration aufgreift.“
Volker Bergmeister schrieb bei tittelbach.tv: „Der Cast ist so bunt und aufregend wie der Mannheimer Multikulti-Kiez Jungbusch. Adam Bousdoukos (‚Soul Kitchen‘) – er spielte schon 1999 in einer Folge von Breinersdorfers ‚Anwalt Abel‘ mit – passt bestens in die Rolle des trickreichen Advokaten Dimitrios Schulze, spielt den coolen Typen mit viel Bodenhaftung, überdreht nicht, ist der Sympathiebolzen, den (fast) alle mögen – außer Sultan (Kida Khodr Ramadan als trocken-kauzig agierender Gegenspieler) und Dimis Verflossene Linda (Liane Forestieri).[…] Ob allerdings seine Rap-Videos (‚ich bin einer von euch, hab nur Jura studiert‘) – die Texte dazu lieferte kein Geringerer als Eko Fresh – auch junge Zuschauer anlocken kann, darf bezweifelt werden. Dazu ist das alles doch sehr brav erzählt.“ Der Film erhält 4 von 6 möglichen Sternen.

### Einschaltquoten
Die Erstausstrahlung am 2. Februar 2017 sahen 2,27 Millionen Zuschauer, was einem Marktanteil von 7,0 % entsprach.